# Сунь Їнша
'Сунь Їнша (кит.: 孙颖莎, нар. 4 листопада 2000) — китайська настільна тенісистка, срібна призерка Олімпійських ігор 2020 року.

## Виступи на Олімпіадах
| Олімпіада  | Дисципліна       | Місце |
| ---------- | ---------------- | ----- |
| Токіо 2020 | одиночний розряд | 2     |

## Зовнішні посилання
- Сунь Їнша [Архівовано 29 липня 2021 у Wayback Machine.] на сайті ITTF

1. ↑  https://olympics.com/tokyo-2020/olympic-games/en/results/table-tennis/athlete-profile-n1322049-sun-yingsha.htm